# Bethel Music/Diskografie
Diese Diskografie ist eine Übersicht über die musikalischen Werke des US-amerikanischen christlichen Künstlerkollektivs Bethel Music. Den Schallplattenauszeichnungen zufolge hat es bisher mehr als vier Millionen Tonträger verkauft. Ihre erfolgreichsten Veröffentlichungen sind die Singles It Is Well und No Longer Slaves mit jeweils mehr als einer Million verkauften Einheiten.

## Alben

### Studioalben
| Jahr | Titel                   | Höchstplatzierung, Gesamtwochen, AuszeichnungChartplatzierungen (Jahr, Titel, Platzierungen, Wochen, Auszeichnungen, Anmerkungen) | Höchstplatzierung, Gesamtwochen, AuszeichnungChartplatzierungen (Jahr, Titel, Platzierungen, Wochen, Auszeichnungen, Anmerkungen) | Höchstplatzierung, Gesamtwochen, AuszeichnungChartplatzierungen (Jahr, Titel, Platzierungen, Wochen, Auszeichnungen, Anmerkungen) | Höchstplatzierung, Gesamtwochen, AuszeichnungChartplatzierungen (Jahr, Titel, Platzierungen, Wochen, Auszeichnungen, Anmerkungen) | Anmerkungen                                               |
| Jahr | Titel                   | CH | UK | US | Christ | Anmerkungen                                               |
| ---- | ----------------------- | --- | --- | --- | --- | --------------------------------------------------------- |
| 2013 | Tides                   | — | UK79 (1 Wo.)UK | US30 (3 Wo.)US | Christ1 (17 Wo.)Christ | Erstveröffentlichung: 3. September 2013                   |
| 2015 | Come Alive              | — | — | — | Christ7 (17 Wo.)Christ | Erstveröffentlichung: 11. Dezember 2015 Bethel Music Kids |
| 2019 | Bethel Music en Español | — | — | — | — | Erstveröffentlichung: 15. Februar 2019                    |
| 2020 | Peace                   | CH55 (1 Wo.)CH | — | US85 (1 Wo.)US | Christ2 (… Wo.)Christ | Erstveröffentlichung: 10. April 2020                      |
| 2021 | Peace, Vol. II          | — | — | — | Christ32 (1 Wo.)Christ | Erstveröffentlichung: 12. November 2021                   |

### Livealben
| Jahr | Titel                                           | Höchstplatzierung, Gesamtwochen, AuszeichnungChartplatzierungen (Jahr, Titel, Platzierungen, Wochen, Auszeichnungen, Anmerkungen) | Höchstplatzierung, Gesamtwochen, AuszeichnungChartplatzierungen (Jahr, Titel, Platzierungen, Wochen, Auszeichnungen, Anmerkungen) | Höchstplatzierung, Gesamtwochen, AuszeichnungChartplatzierungen (Jahr, Titel, Platzierungen, Wochen, Auszeichnungen, Anmerkungen) | Höchstplatzierung, Gesamtwochen, AuszeichnungChartplatzierungen (Jahr, Titel, Platzierungen, Wochen, Auszeichnungen, Anmerkungen) | Anmerkungen                                              |
| Jahr | Titel                                           | CH | UK | US | Christ | Anmerkungen                                              |
| ---- | ----------------------------------------------- | --- | --- | --- | --- | -------------------------------------------------------- |
| 2011 | Be Lifted High: Live Worship from Bethel Church | — | — | — | Christ7 (8 Wo.)Christ | Erstveröffentlichung: 17. Februar 2011                   |
| 2012 | The Loft Sessions                               | — | — | US44 (1 Wo.)US | Christ3 (6 Wo.)Christ | Erstveröffentlichung: 24. Januar 2012                    |
| 2012 | Bethel Live: For the Sake of the World          | — | — | US51 (3 Wo.)US | Christ2 (14 Wo.)Christ | Erstveröffentlichung: 1. Oktober 2012                    |
| 2014 | Tides Live                                      | — | — | US28 (2 Wo.)US | Christ1 (3 Wo.)Christ | Erstveröffentlichung: 25. Februar 2014                   |
| 2014 | You Make Me Brave: Live at the Civic            | — | — | US10 (5 Wo.)US | Christ1 (198 Wo.)Christ | Erstveröffentlichung: 21. April 2014 Verkäufe: + 15.000  |
| 2015 | We Will Not Be Shaken                           | — | UK34 (1 Wo.)UK | US12 (7 Wo.)US | Christ1 (192 Wo.)Christ | Erstveröffentlichung: 26. Januar 2015 Verkäufe: + 30.000 |
| 2016 | Have It All: Live at Bethel Church              | — | UK40 (1 Wo.)UK | US12 (4 Wo.)US | Christ2 (92 Wo.)Christ | Erstveröffentlichung: 11. März 2016 Verkäufe: + 15.000   |
| 2017 | Starlight                                       | — | UK78 (1 Wo.)UK | US21 (1 Wo.)US | Christ1 (75 Wo.)Christ | Erstveröffentlichung: 7. April 2017                      |
| 2018 | Moments: Mighty Sound                           | CH68 (1 Wo.)CH | — | US168 (1 Wo.)US | Christ2 (11 Wo.)Christ | Erstveröffentlichung: 11. Mai 2018                       |
| 2019 | Victory: Recorded Live                          | CH19 (1 Wo.)CH | — | US56 (1 Wo.)US | Christ2 (… Wo.)Christ | Erstveröffentlichung: 25. Januar 2019                    |
| 2020 | Revival’s in the Air                            | CH43 (1 Wo.)CH | — | — | Christ2 (113 Wo.)Christ | Erstveröffentlichung: 29. Mai 2020                       |
| 2021 | Homecoming (Live)                               | CH67 (1 Wo.)CH | — | — | Christ3 (46 Wo.)Christ | Erstveröffentlichung: 24. September 2021                 |
| 2022 | Simple                                          | — | — | — | Christ23 (1 Wo.)Christ | Erstveröffentlichung: 23. September 2022                 |
| 2023 | Come Up Here                                    | — | — | — | Christ14 (1 Wo.)Christ | Erstveröffentlichung: 17. März 2023                      |
| 2024 | Moments: Wait                                   | — | — | — | Christ27 (3 Wo.)Christ | Erstveröffentlichung: 15. März 2024                      |
| 2025 | We Must Respond (Live)                          | — | — | — | Christ10 (5 Wo.)Christ | Erstveröffentlichung: 10. Januar 2025                    |

Weitere Livealben
- 2010: Here Is Love

### Kompilationen
- 2013: Discover Bethel Music

### Remixalben
| Jahr | Titel                                | Höchstplatzierung, Gesamtwochen, AuszeichnungChartplatzierungen (Jahr, Titel, Platzierungen, Wochen, Auszeichnungen, Anmerkungen) | Höchstplatzierung, Gesamtwochen, AuszeichnungChartplatzierungen (Jahr, Titel, Platzierungen, Wochen, Auszeichnungen, Anmerkungen) | Höchstplatzierung, Gesamtwochen, AuszeichnungChartplatzierungen (Jahr, Titel, Platzierungen, Wochen, Auszeichnungen, Anmerkungen) | Höchstplatzierung, Gesamtwochen, AuszeichnungChartplatzierungen (Jahr, Titel, Platzierungen, Wochen, Auszeichnungen, Anmerkungen) | Anmerkungen                         |
| Jahr | Titel                                | CH | UK | US | Christ | Anmerkungen                         |
| ---- | ------------------------------------ | --- | --- | --- | --- | ----------------------------------- |
| 2013 | Without Words                        | — | — | US106 (1 Wo.)US | Christ10 (2 Wo.)Christ | Erstveröffentlichung: 5. März 2013  |
| 2015 | Without Words: Synesthesia           | — | — | US112 (1 Wo.)US | Christ2 (20 Wo.)Christ | Erstveröffentlichung: 31. Juli 2015 |
| 2017 | After All These Years (Instrumental) | — | — | — | Christ43 (1 Wo.)Christ | Erstveröffentlichung: 14. Juli 2017 |

### EPs
- 2013: The Streaming EP

## Singles
| Jahr | Titel Album                                                         | Höchstplatzierung, Gesamtwochen, AuszeichnungChartsChartplatzierungen (Jahr, Titel, Album, Platzierungen, Wochen, Auszeichnungen, Anmerkungen) | Anmerkungen                                                              |
| Jahr | Titel Album                                                         | Christ | Anmerkungen                                                              |
| --- | ------------------------------------------------------------------- | --- | ------------------------------------------------------------------------ |
| 2014 | You Make Me Brave You Make Me Brave: Live at the Civic              | Christ16 Gold · (28 Wo.)Christ | Verkäufe: + 500.000                                                      |
| 2015 | It Is Well (Live at the Civic) You Make Me Brave: Live at the Civic | Christ27 Platin · (22 Wo.)Christ | Bethel Music & Kristene DiMarco Verkäufe: + 1.000.000                    |
| 2015 | No Longer Slaves We Will Not Be Shaken                              | Christ19 Platin · (28 Wo.)Christ | Verkäufe: + 1.000.000                                                    |
| 2017 | Take Courage Starlight                                              | Christ36 (10 Wo.)Christ | Bethel Music & Kristene DiMarco                                          |
| 2019 | Raise a Hallelujah Victory: Recorded Live                           | Christ2 Gold · (44 Wo.)Christ | Bethel Music, Jonathan David Helser & Melissa Helser Verkäufe: + 500.000 |
| 2019 | Alabaster Heart Faultlines Vol. 1                                   | Christ32 (1 Wo.)Christ | Bethel Music & Kalley                                                    |
| 2019 | Goodness of God (Live) Victory: Recorded Live                       | Christ15 Gold · (34 Wo.)Christ | Bethel Music & Jenn Johnson Verkäufe: + 500.000                          |
| 2020 | God of Revival (Live at Bethel Church) Revival’s in the Air         | Christ22 (… Wo.)Christ | Bethel Music featuring Brian Johnson & Jenn Johnson                      |
| 2020 | Egypt (Recorded Live) Revival’s in the Air                          | Christ34 (7 Wo.)Christ | Bethel Music & Cory Asbury                                               |
| 2020 | Peace                                                               | Christ48 (2 Wo.)Christ | Bethel Music & We the Kingdom                                            |
| 2020 | Come Out of That Grave (Resurrection Power) Revival’s in the Air    | Christ38 (2 Wo.)Christ | Bethel Music & Brandon Lake                                              |
| 2021 | Too Good to Not Believe –                                           | Christ17 (37 Wo.)Christ | Brandon Lake x Bethel Music                                              |
| 2022 | Homecoming Homecoming (Live)                                        | Christ46 (2 Wo.)Christ | Bethel Music, Cory Asbury & Gable Price                                  |
| 2022 | I Still Believe –                                                   | Christ50 (1 Wo.)Christ | Bethel Music & Brian Johnson                                             |
| 2023 | Holy Forever Come Up Here                                           | Christ25 (5 Wo.)Christ | Erstveröffentlichung: 15. Juli 2023                                      |
| 2023 | Beauty Come Up Here                                                 | Christ36 (5 Wo.)Christ | Erstveröffentlichung: 18. August 2023                                    |
| 2023 | Surrounded By Holy Come Up Here                                     | Christ32 (… Wo.)Christ | Erstveröffentlichung: 8. September 2023                                  |
| 2024 | No One Like the Lord We Must Respond (Live)                         | Christ41 (7 Wo.)Christ | Erstveröffentlichung: 19. Juli 2024 feat. Jenn Johnson                   |
| Folgende Lieder erschienen nicht als Single, wurden aber durch das Album zum Download und Streaming bereitgestellt und konnten somit eine Platzierung erlangen: |                                                                     | |                                                                          |
| |                                                                     | |                                                                          |
| 2015 | We Will Not Be Shaken                                               | Christ28 (3 Wo.)Christ |                                                                          |
| 2015 | Jesus, We Love You We Will Not Be Shaken                            | Christ37 (11 Wo.)Christ |                                                                          |
| 2015 | Ever Be We Will Not Be Shaken                                       | Christ22 Gold · (21 Wo.)Christ | Bethel Music & Kalley Heiligenthal Verkäufe: + 500.000                   |
| 2015 | You Don’t Miss a Thing We Will Not Be Shaken                        | Christ35 (1 Wo.)Christ |                                                                          |
| 2015 | Nearness We Will Not Be Shaken                                      | Christ48 (1 Wo.)Christ |                                                                          |
| 2015 | You Are My One Thing We Will Not Be Shaken                          | Christ50 (1 Wo.)Christ |                                                                          |
| 2015 | In Over My Head (Crash Over Me) We Will Not Be Shaken               | Christ26 (5 Wo.)Christ |                                                                          |
| 2016 | Shine on Us Have It All                                             | Christ23 (1 Wo.)Christ |                                                                          |
| 2016 | Pieces Have It All                                                  | Christ38 (1 Wo.)Christ |                                                                          |
| 2016 | Lion and the Lamb Have It All                                       | Christ44 (4 Wo.)Christ |                                                                          |
| 2016 | Mercy Have It All                                                   | Christ47 (1 Wo.)Christ |                                                                          |
| 2016 | Spirit Move Have It All                                             | Christ36 (1 Wo.)Christ |                                                                          |
| 2016 | Glory to Glory Have It All                                          | Christ37 (1 Wo.)Christ |                                                                          |
| 2017 | Starlight                                                           | Christ35 (2 Wo.)Christ | Bethel Music & Amanda Cook                                               |
| 2017 | Extravagant Starlight                                               | Christ30 (1 Wo.)Christ | Bethel Music, Steffany Gretzinger & Amanda Cook                          |
| 2017 | King of My Heart Starlight                                          | Christ29 (24 Wo.)Christ | Bethel Music, Steffany Gretzinger & Jeremy Riddle                        |
| 2018 | Reckless Love (Spontaneous) Moments: Mighty Sound                   | Christ38 (4 Wo.)Christ |                                                                          |
| 2019 | Ain’t No Grave (Live) Victory: Recorded Live                        | Christ17 (21 Wo.)Christ | Bethel Music & Molly Skaggs                                              |
| 2019 | Victory Is Yours Victory: Recorded Live                             | Christ33 (5 Wo.)Christ | Bethel Music & Bethany Worhle                                            |
| 2019 | Stand in Your Love (Recorded Live) Victory: Recorded Live           | Christ36 (11 Wo.)Christ |                                                                          |
| 2022 | Back To Life Homecoming (Live)                                      | Christ35 (19 Wo.)Christ | mit Zahriya Zachary                                                      |
| 2023 | Precious Blood Come Up Here                                         | Christ35 (1 Wo.)Christ | mit Hannah McClure feat. Amanda Cook                                     |
| 2024 | The Blood Simple                                                    | Christ39 (22 Wo.)Christ | mit David Funk                                                           |
| 2025 | The Church (Live) We Must Respond (Live)                            | Christ33 (The Church (Live) Wo.)Christ | feat. Jenn Johnson                                                       |

Weitere Singles
- 2011: Come to Me (Bethel Music & Jenn Johnson)
- 2013: Chasing You (Bethel Music & Jenn Johnson)
- 2016: Have It All (Bethel Music & Brian Johnson)
- 2018: Living Hope (Bethel Music & Bethany Worhle)

## Statistik

### Chartauswertung
|                     | CH    | UK    | US     | Christ         |
| ------------------- | ----- | ----- | ------ | -------------- |
| Nummer-eins-Alben   | CH—CH | UK—UK | US—US  | Christ5Christ  |
| Top-10-Alben        | CH—CH | UK—UK | US1US  | Christ18Christ |
| Alben in den Charts | CH5CH | UK4UK | US10US | Christ21Christ |

|                       | CH    | UK    | US    | Christ         |
| --------------------- | ----- | ----- | ----- | -------------- |
| Nummer-eins-Singles   | CH—CH | UK—UK | US—US | Christ—Christ  |
| Top-10-Singles        | CH—CH | UK—UK | US—US | Christ1Christ  |
| Singles in den Charts | CH—CH | UK—UK | US—US | Christ41Christ |

### Auszeichnungen für Musikverkäufe
| Goldene Schallplatte - Südafrika - 2016: für das Album Have It All: Live at Bethel Church - 2017: für das Album You Make Me Brave: Live at the Civic Platin-Schallplatte - Südafrika - 2016: für das Album We Will Not Be Shaken |

Anmerkung: Auszeichnungen in Ländern aus den Charttabellen bzw. Chartboxen sind in ebendiesen zu finden.
| Land/RegionAuszeichnungen für Musikverkäufe (Land/Region, Auszeichnungen, Verkäufe, Quellen) | Gold     | Platin     | Verkäufe  | Quellen     |
| -------------------------------------------------------------------------------------------- | -------- | ---------- | --------- | ----------- |
| Südafrika (RISA)                                                                             | 2× Gold2 | Platin1    | 60.000    | risa.org.za |
| Vereinigte Staaten (RIAA)                                                                    | 4× Gold4 | 2× Platin2 | 4.000.000 | riaa.com    |
| Insgesamt                                                                                    | 6× Gold6 | 3× Platin3 |           |             |